# Acts (album)
| Recensione | Giudizio |
| ---------- | -------- |
| AllMusic   | [ 1 ]    |

Acts è l'album d'esordio del gruppo rock statunitense degli RNDM pubblicato nel 2012.

## Tracce
1. Modern Times – 3:06
2. Darkness – 4:15
3. The Disappearing Ones – 3:08
4. What You Can't Control – 5:45
5. Hollow Girl – 5:37
6. Walking Through New York – 4:04
7. Look Out! – 2:53
8. New Tracks – 3:13
9. Throw You to the Pack – 1:41
10. Williamsburg – 4:14
11. Letting Go of Will – 2:35
12. Cherries in the Snow – 4:37

## Formazione
- Jeff Ament - basso
- Joseph Arthur - voce, chitarra
- Richard Stuverud - batteria